# Берко Зечевић
Берко Зечевић (13. децембар 1949) је ванредни професор на сарајевском Машинском факултету на Одељењу за одбрамбене технологије. Познат је по томе што је био судски вјештак у инциденту познатим под именом Масакри на Маркалама на основу чијих свједочења је утврђена одговорност Војска Републике Српске у случајевима „Маркале 1“ и „Маркале 2“ и „Тузланска капија“. Осим тога био је шеф Катедре за одбрамбене технологије на Машинском факултету у Сарајеву.
Берко Зечевић је судски вјештак Хашког трибунала и Суда БиХ, гдје је у случајевима „Маркале 1“ и „Маркале 2“ и „Тузланска капија“ својим балистичким тумачењима оптужио Војску Републике Српске за одговорност. На основу његових свједочења, судови су донијели пресуде против Војске Републике Српске и њених припадника. Између осталих, Берко Зечевић је учествовао као свједок оптужбе против Слободана Милошевића, Радована Караџића, Драгомира Милошевића, Новака Ђукића, Радислава Крстића и других.
Берко Зечевић је учествовао и у вјештачењу случаја убиства замјеника министра Полиције Федерације БиХ Јозе Леутара које је остало неразјашњено.

## Случај Тузланска капија
У случају „Тузланска капија“ Берко Зечевић је био један од два судска вјештака, док је други судски вјештак балистичар био Влада Костић из Београда. Влада Костић је у овом случају оптужио Берка Зечевића за лажно свједочење и налаз који је супротан налазима истражних органа.

## Случај Маркале
Председник Борачке организације Републике Српске Пантелија Ћургуз је поводом случаја „Маркале“ оптужио Берка Зечевића за директну умјешаност у постављање минско-експолозивних направа на пијаци Маркале током масакра 5. фебруара 1994. године. Муслиманско политичко вођство је 17. јула 1992. године формирало Центар намјенске производње при Главном штабу оружаних снага Армије РБиХ на челу кога су били Берко Зечевић и Фаик Куловић. Овај центар је руководио организацијом повезивања малих радионица за ручну израду минско-експлозивних средстава. Тим који је поставио експлозивне направе на пијаци Маркале је био под надзором Берка Зечевића. Берко Зечевић је 5. фебруара 1994. био на пијаци Маркале када је UNPROFOR радио увиђај, а Радио Сарајево је забиљежио да се Берко тог дана свађао са припадницима УН-а и на лицу мјеста без претходне истраге оптужио Србе за страдање цивила.
Радован Караџић је од Међународног кривичног суда за бившу Југославију тражио да му дозволи 25 часова испитивања Берка Зечевића, а суд је одобрио само 6. Испитивање Берка Зечевића је почело након што је ухапшен 11. фебруара и испоручен у Хаг 15. фебруара 2011. Одбрана је Берка Зечевића назвала пристрасним свједоком и тражила да се дисквалифијује. Током исказа 23. фебруара 2011. Берко је изјавио да је 5. фебруара 1994. сазнао да је тадашњи командант Унпрофора генерал Мајкл Роуз изјавио како не може да се сазна смјер одакле је дошла претпостављена граната. Берко је изјавио и то да није био позван да вјештачи него да се сам пријавио, те додао: „сматрао сам да је могуће да се утврди смјер одакле је дошла граната и зато сам се пријавио да то истражим“. Током испитивања пред Међународним судом за бившу Југославију 24. фебруара 2011, Берко је изјавио да му је пријећено смрћу због тога што је у свом оригиналном извјештају о случају Маркале навео могућност да је наводна граната могла да дође и са положаја Армије РБиХ. Том приликом је изјавио да је оригинални извјештај од 5. фебруара 1994. године измијенио 2003. године.

## Хапшење
Берко Зечевић је ухапшен 11. фебруара 2011. године по налогу Међународног кривичног суда за бившу Југославију у Хагу, јер је одбио да се одазове позиву за свједочење у предмету против бившег предсједника Републике Српске Радована Караџића. Међународни кривични суд за бившу Југославију је претходно хапшењу издао налог да се Берко Зечевић стави у притвор, те да се испоручи у Хаг. Претходно хапшењу, Зечевић је 5. фебруара 2011. на скупу обиљежавања Маркала изјавио да „има више истина и да се за истину треба борити, јер она не долази сама“. Берко Зечевић је у својству вјештака на суђењу Радовану Караџићу био свједок у случају Маркале, током кога је Радован Караџић изнио доказе руског пуковника и вјештака балистичара Андреја Демуренка којима се тврди да граната није могла да дође са српских положаја. Током суђења, Радован Караџић је представио доказе да је убиства на пијаци Маркале починила Армија Републике Босне и Херцеговине. Председник Борачке организације Републике Српске Пантелија Ћургуз је поводом случаја Маркале оптужио Берка Зечевића за директну умјешаност у постављање минско-експолозивних направа на пијаци Маркале током масакра 5. фебруара 1994. године. Према мишљењу адвоката Горана Петронијевића из Београда, Берко Зечевић је одбио да се појави пред
Међународним кривичним судом за бившу Југославију јер су његова свједочења заснована на лажним „подметнутим доказима“ која су заснована на „перманентној злоупотреби дела муслиманског руководства зарад политичких интереса“. Берко Зечевић је Међународном кривичном суду за бившу Југославију испоручен 15. фебруара 2011. године.